# Leptodactylus laticeps
Leptodactylus laticeps é uma espécie de anfíbio  da família Leptodactylidae. Pode ser encontrada na Argentina, Bolívia, Paraguai e ?Brasil.
Os seus habitats naturais são: florestas secas tropicais ou subtropicais, savanas áridas, matagal árido tropical ou subtropical, matagal húmido tropical ou subtropical e marismas intermitentes de água doce.